# Janusz Uberna
Janusz Alfred Maria Uberna (ur. 5 kwietnia 1929 we Lwowie, zm. 26 grudnia 2013 w Warszawie) – polski geolog, specjalista w zakresie geologii złóż surowców chemicznych, a zwłaszcza złóż fosforytów, złóż pierwiastków promieniotwórczych i pierwiastków ziem rzadkich oraz geologii gospodarczej.

## Młodość
Dzieciństwo spędził wśród jarów Podola. W Husiatynie nad Zbruczem jego ojciec był zawiadowcą stacji kolejowej. Później, z racji awansu ojca, mieszkał w Czortkowie w jarze Seretu. W czasie wojny, w poszukiwaniu pracy rodzina przeniosła się do Trembowli w jarze Gniezny. Tutaj ukończył szkołę podstawową i rozpoczął naukę na tajnych kursach gimnazjalnych. Gdy w 1944 roku Sowieci ponownie zajęli Podole, uczęszczał do ósmej klasy polskiej dziesięciolatki. W tym samym roku jego ojciec i stryj wstąpili do powstającego Wojska Polskiego.
W styczniu 1945 „powrócił” z matką do Polski. Mieszkał początkowo w Chełmie, gdzie ukończył drugą i trzecią klasę gimnazjalną. W 1946 roku przeniósł się z matką do Puław, do siostry ojca. Tam ukończył po raz drugi trzecią klasę gimnazjalną (reforma szkolnictwa) i pierwszą licealną. Czwarta klasa gimnazjalna w tym roku nie istniała. W 1948 zamieszkał z matką i ojcem w Warszawie. Tutaj w 1949 ukończył jako humanista Liceum Ogólnokształcące im. Tadeusza Reytana.
Rodzina od paru pokoleń dająca jurystów, oficerów i kolejarzy nie miała związków z geologią. Dopiero w Puławach prof. Włodzimierz Zinkiewicz, późniejszy wykładowca na Uniwersytecie Marii Curie-Skłodowskiej  w Lublinie, zasiał w nim bakcyla geologii. Po uzyskaniu matury rozpoczął studia w Zakładzie Geologii na Wydziale Nauk o Ziemi Uniwersytetu Warszawskiego. Słuchał m.in. wykładów prof. Jana Samsonowicza, odbywając u niego także część ćwiczeń. Pracę dyplomową Dolomity środkowo-dewońskie okolic Łagowa, wykonał pod jego kierunkiem i prof. Marii Turnau-Morawskiej (recenzentem był prof. Edward Passendorfer), uzyskując w 1953 na Wydziale Geologii Uniwersytetu Warszawskiego dyplom magistra geologii i paleontologii.

## Praca w Państwowym Instytucie Geologicznym
Pracę zawodową rozpoczął w czasie studiów, w latach 1950–1951, jako krótkoterminowy pracownik Państwowego Instytutu Geologicznego. Od 1951 został etatowym pracownikiem tegoż Instytutu. Początkowo pracował w Zakładzie Surowców Skalnych, kierowanym przez inż. Władysława Bobrowskiego. Zajmował się inwentaryzacją złóż i wystąpień kruszywa naturalnego na terenie województw warszawskiego, lubelskiego i białostockiego.
Na początku 1954 rozpoczął pracę w Sekcji Fosforytów tegoż Zakładu. Opracował Dokumentację geologiczną złoża fosforytów Kraśnik – Gościeradów. Następnie profilował i opróbowywał otwory wiertnicze do dokumentacji Chwałowice i Krzyżanowice. Przygotował też dokumentację geologiczną złóż fosforytów Walentynów i Łączany. Tę ostatnią wykonał razem z inż. Edwardem Błockim z Warszawskiego Przedsiębiorstwa Geologicznego.
W 1958 przeszedł do pracy w Zakładzie Złóż Surowców Promieniotwórczych, gdzie w pierwszej kolejności opracował Ocenę mineralizacji uranowej w rejonie Wądroża Wielkiego (15 km na SE od Legnicy). W 1959 pracował z Jerzym Kanasiewiczem w okolicach wsi Niedów i Ręczyn nad rzeką Witką. Wynikiem było opracowanie Geologia i poszukiwania pierwiastków promieniotwórczych w rejonie zapory wodnej na rzece Witce.
W 1959 wziął też udział w praktyce geologicznej zorganizowanej przez Centralny Urząd Geologii w ZSRR, dotyczącej metod poszukiwań złóż uranowych. Po dwu tygodniach wykładów w Moskwie zapoznano się w terenie z wystąpieniami uranowymi na Ukrainie.
Po powrocie do kraju wziął udział wraz z Jerzym Kanasiewiczem, Hubertem Sylwestrzakiem i Marianem Sałdanem w badaniach promieniotwórczości naturalnej pstrego piaskowca w otworze Pasłęk IG-1. W latach 1960–1961 badał wraz z J. Kanasiewiczem promieniotwórczość naturalną w rejonie Radomierzyc i Turoszowa oraz w niecce północnosudeckiej, w miedzionośnych wapieniach i marglach kopalni Lena. W 1964 kontynuuje te badania w kopalniach miedzi Nowy Kościół, Lena oraz Konrad II.
W 1961 obronił rozprawę doktorską Rozwój serii fosforytonośnej północnego obrzeżenia Gór Świętokrzyskich na tle zagadnień sedymentologicznych albu i cenomanu (promotor: Antoni Morawiecki, recenzenci: prof. Władysław Pożaryski, prof. Maria Turnau-Morawska i prof. Antoni Łaszkiewicz). Praca ta została nagrodzona przez Instytut Geologiczny pierwszą nagrodą im. Karola Bohdanowicza za najlepszą pracę opublikowaną w 1967.
W 1962 Janusz Uberna badał promieniotwórczość naturalną w Górach Świętokrzyskich. Następnie wraz z M. Sałdanem prowadził badania radiometryczne w kopalniach węgla kamiennego Bierut, Chwałowice i Rydułtowy, a także w Karpatach, na obszarze od Gorlic przez Duklę, Krosno i Rymanów, po Sanok i Tyrawę Solną, i dalej na południowy wschód – przez Zagórz i Lesko. W tym samym roku badał przejawy mineralizacji uranowej w Górach Świętokrzyskich po obu stronach Pasma Łysogórskiego. Prace te zakończył w 1964 uranometrycznym zdjęciem glebowym na wybranych strefach tektonicznych.
W 1963 określał zasoby piasków cyrkonowych na bałtyckich plażach w rejonie Mielna koło Kołobrzegu, a później na Mierzei Helskiej. W 1965 opracował Fosforyty w województwie lubelskim, a następnie perspektywy poszukiwawcze złóż uranu w Polsce.
W 1966 został kierownikiem Pracowni Fosforytów w Zakładzie Złóż Soli i Surowców Chemicznych, który prowadził Zbigniew Werner. Do 1970 opracowywał potencjał fosforytonośności Polski, przygotowywał projekty poszukiwań złóż fosforytów w różnych regionach kraju i badał napotkane wystąpienia fosforytów, m.in. w rejonie Zatoki Puckiej.

## Badania geologiczne za granicą
Przez cały rok 1971 pracował w Libii na kontrakcie Przedsiębiorstwa Handlu Zagranicznego „Polservice”, dotyczącym poszukiwania złóż fosforytów. Prace organizowane były przez Przedsiębiorstwo Geologiczne we Wrocławiu. Szefem kontraktu i jego naukowym kierownikiem był Jerzy Lefeld. J. Uberna badał rejon skarpy pustyni Hamada al Hamra, od Derdża (Derj) i Sinauenu (Sinawan) na zachodzie, po zachodni brzeg Zatoki Syrty na wschodzie. Znaczącego złoża fosforytów, niestety, nie odkryto.
W 1972 Rada Naukowa Instytutu Geologicznego wszczęła mu przewód habilitacyjny na podstawie pracy Występowanie uranu w Górach Świętokrzyskich. Recenzentami byli: prof. Antoni Gaweł, prof. Hubert Gruszczyk i doc. Aleksander Jeliński. Stopień doktora habilitowanego uzyskał w 1975, po czym Prezes Centralnego Urzędu Geologii mianował go docentem w Instytucie Geologicznym.
W latach 1973–1977 kontynuował badania fosforytonośności Polski i jej regionów, m.in. Lubelszczyzny, a także opracowywał możliwości poszukiwania złóż surowców mineralnych w świecie (m.in. fosforytów w Maroku, Algierii, Górnej Wolcie (obecnie Burkina Faso), Nigrze i Beninie). W lutym 1977 wykonał wraz z Z. Wernerem ekspertyzę w Algierii, dotyczącą możliwości poszukiwań złóż soli potasowych. I tym razem wnioski były niezachęcające.
W 1978 wyjechał do Mongolii, gdzie do 1979 pracował pod kierownictwem Ryszarda Podstolskiego jako starszy geolog polskiej grupy Międzynarodowej Ekspedycji Geologicznej, której patronowała Rada Wzajemnej Pomocy Gospodarczej. W tym czasie opracowywano mapy geologiczne w skali 1:50 000 i prowadzono poszukiwania surowców mineralnych w rejonie góry Narintaj–Obo, w ajmaku chentejskim północno-wschodniej Mongolii, 300 kilometrów na wschód od Ułan Bator.
Od powrotu z Mongolii w 1979, do 1984 kontynuował badania fosforytów w Polsce w rejonie Annopola–Gościeradowa. W latach 1980–1981 opracował również Dokumentację geologiczną złoża rudy strontu Czarkowy w kategorii C-2. W tym samym czasie dwukrotnie odwiedził Mongolię: w 1980 wraz z R. Podstolskim i Andrzejem Stachowiakiem przygotował Projekt badań geologicznych w rejonie Muszugaj Chuduk, a w 1981 wraz z J. Kanasiewiczem – Projekt badań geologicznych w rejonie Bajan Choszu.
W kwietniu 1984 razem ze Stanisławem Kubickim przygotował w Ułan Bator Projekt badań dla udokumentowania złoża pierwiastków ziem rzadkich Ługijn Goł we wschodnio-gobijskim ajmaku. W lipcu 1984 została utworzona Dwustronna Polsko-Mongolska Ekspedycja Geologiczna realizująca ten projekt. Przez prawie siedem lat (do sierpnia 1990) był zastępcą kierownika Ekspedycji (kierownikami byli Mongołowie) i jej głównym geologiem. W wyniku przeprowadzonych prac kartograficznych, geologicznych, wiertniczych i technologicznych udokumentowano złoże Ługijn Goł w kategorii C1+C2 i przygotowano je do eksploatacji.
W sierpniu 1990 wrócił do kraju i podjął pracę w Instytucie, opracowując mapę geologiczno-gospodarczą 1:50 000, ark. Wierzbica. Od 1992 prawie do końca 2001 roku kierował Centralnym Archiwum Geologicznym Państwowego Instytutu Geologicznego, a w następnym roku przeszedł na emeryturę. Pracował w Instytucie do 30 września 2002 jako pełnomocnik dyrektora ds. ochrony informacji niejawnych Państwowego Instytutu Geologicznego.
W czasie dziesięcioletniego kierowania przez J. Ubernę Centralnym Archiwum Geologicznym zmodernizowano archiwa map i materiałów geologicznych w Warszawie i w Oddziałach Regionalnych PIG. Uporządkowano kolekcje rdzeni wiertniczych w archiwach rdzeni PIG w Szurpiłach, Hołownie, Puławach, Piasecznie, Kielnikach i Michałowie. Przeprowadzono także ich gruntowne remonty. Poza tym w Halinowie koło Warszawy i w Kielnikach koło Częstochowy wybudowano nowoczesne archiwa rdzeni wiertniczych.
Autor i współautor 40 prac publikowanych i 78 prac archiwalnych. Członek Polskiego Towarzystwa Geologicznego. Został pochowany na cmentarzu w Milanówku.

## Odznaczenia
W 1954 otrzymał Nagrodę Prezesa Centralnego Urzędu Geologii, a w 2002 – Nagrodę Specjalną Dyrektora Naczelnego Państwowego Instytutu Geologicznego. W latach 1993–1995 został mianowany dyrektorem górniczym trzeciego, a następnie pierwszego stopnia. Został odznaczony resortową odznaką „Zasłużony dla polskiej geologii”, Odznaką Instytutu Geologicznego, Odznaką „Zasłużony Pracownik Instytutu Geologicznego” i Złotą Odznaką Państwowego Instytutu Geologicznego.
Otrzymał również dwa mongolskie państwowe odznaczenia i państwową odznakę przyznaną przez ambasadora Mongolii w Polsce z okazji 60. rocznicy Mongolskiej Republiki Ludowej.

## Emerytura
Współorganizator i Członek Zarządu Stowarzyszenia Emerytowanych Pracowników Państwowego Instytutu Geologicznego (2008–2013).
Opublikował wspomnienia z pracy na masywie Ługijn Goł w Mongolii (Gobijska przygoda, 2013) oraz autobiografię (Życie pełne podróży, 2013), a także powieść przygodową o podróży i o działalności polskich biznesmenów na Syberii w XIX wieku (Dalej na wschód, 2012).

## Życie prywatne
Miał dwoje dorosłych dzieci: Janusza i Annę. Jego żona Teresa, również geolog, zmarła w 1991.

## Wybrane publikacje
- Uberna J., 1955, Jura i kreda środkowa okolic Gościeradowa. „Przegl. Geol.”, nr 9, s. 442–444. Warszawa
- Uberna J., 1959, Kaolin i żyły kwarcowe w rejonie Wądroża Wielkiego. „Przegl. Geol.”, nr 12, s. 536–537. Warszawa
- Uberna J., 1959, Z geologii Wądroża Wielkiego. „Przegl. Geol.”, nr 10, s. 468–469. Warszawa
- Uberna J., 1960, Fosforyty w Polsce na tle klasyfikacji N.S. Szatskiego. „Przegl. Geol.”, nr 9, s. 447–451. Warszawa
- Kanasiewicz J., Uberna J., 1961, Nowe przejawy mineralizacji uranowej na tle budowy geologicznej niecki leszczynieckiej. „Przegl. Geol.”, nr 8, s. 443–434. Warszawa
- Teresa Uberna, Uberna J., 1962, Utwory czwartorzędowe powiatu Gryfice i ich praktyczne zastosowanie. „Przegl. Geol.”, nr 10, s. 523–526. Warszawa
- Kanasiewicz J., Sałdan M., Uberna J., Uranonośność pstrego piaskowca okolic Pasłęka. Z badań złóż kruszców, T. 5, „Biul. Inst. Geol.” nr 193, s. 171–193. Warszawa
- Uberna J., 1967, Fosforyty okolic Siemienia w powiecie parczewskim. „Kwart. Geol.” T. 11, z. 4, s. 926–927. Warszawa
- Uberna J., 1967, Rozwój serii fosforytonośnej północnego obrzeżenia Gór Świętokrzyskich na tle zagadnień sedymentologicznych albu i cenomanu. „Biul. Inst. Geol.” nr 206, s. 5–83. Warszawa
- Uberna J., 1971, Fosforyty w Polsce oraz możliwości występowania dalszych obszarów fosforytonośnych. „Biul. Inst. Geol.” nr 246, s. 7–46. Warszawa
- Uberna J., Cieśliński S., Błaszkiewicz A., Jaskowiak M., Krassowska A., 1971, Kredowe osady fosforytonośne i fosforyty w Polsce. „Biul. Inst. Geol.” nr 246, s. 135–157. Warszawa
- Lefeld J., Uberna J., 1973, Poszukiwania fosforytów prowadzone w północnej Libii przez polskich geologów. „Przegl. Geol.”, nr 7, s. 404–406. Warszawa
- Uberna J., 1975, Górna kreda i paleocen północnej części pustyni Hamada al Hamra (Libia). „Geol. za Gran.” R.15, z. 1–2 (57–58), s. 29–40. Warszawa
- Uberna J., 1980, „Les Phosphorites”, s. 170–173 W: Osika R. (red), Le geologie et les gites mineraux en Pologne, „Biul. Inst. Geol.” Nr 251. Warszawa
- Uberna J., 1981, Upper Eocene Phosphate-bearing Deposits in Northern and Eastern Poland. „Bull. Acad. Pol. Sc. Ser. Sc. Terre”. Vol. 29, nr 1, s. 81–90
- Uberna J., 1984, „Fosforyty”, s. 111–117. W: Stefan Kozłowski (red.), Surowce mineralne środkowowschodniej Polski, województwa: lubelskie, chełmskie, zamojskie, bialskopodlaskie i siedleckie. Wyd. Geol. 1984, Warszawa
- Olech Juskowiak, Kanasiewicz J., Stępniewski M., Uberna J., 1984, Charakterystyka południowo-gobijskiej formacji karbonatytowej. „Przegl. Geol.”, nr 8-9, s. 488–490. Warszawa
- Uberna J., 1986, „Złoża i występowanie fosforytów w Polsce”. W: Bolewski A., Gruszczyk H. (red.), Zasoby perspektywiczne kopalin Polski (stan na 1981.01.01). Instytut Geologiczny. Warszawa
- Lefeld J., Uberna J., 1987, A New Species of Nostoceras (Ammonites: Nostoceratidae) in Northern Libya and its Affinities with Other Global Finds. The Saharan Symposium, Tripoli–Libya
- Uberna J., 1987, „Fosforytonośne osady w Polsce”. W: Osika R. (red.), Budowa Geologiczna Polski. T.6: Zasoby perspektywiczne kopalin Polski. Wyd. Geol. 1987. Instytut Geologiczny. Warszawa
- Uberna J., 1992, Mapa geologiczno-gospodarcza Polski 1:50 000, Ark. Wierzbica. Państwowy Instytut Geologiczny. Warszawa, PAE. SA
- Uberna J., 1992, Objaśnienia do Mapy geologiczno-gospodarczej Polski 1:50 000, Ark. Wierzbica. Państwowy Instytut Geologiczny. Warszawa
- Magdalena Jęczmyk, Uberna J., 1993, Określenie zakresu tajemnicy gospodarczej, własności intelektualnej oraz metod udostępniania informacji i materiałów geologicznych. „Przegl. Geol.”, nr 3, s. 177–178. Warszawa
- Podemski M., Uberna J., 2001, Udostępnianie informacji geologicznych, stanowiących własność Skarbu Państwa, przez Centralne Archiwum Geologiczne Państwowego Instytutu Geologicznego, „Przegl. Geol.”, nr 3, s. 209–212. Warszawa
- Stanisław Doktór, Marek Graniczny, Uberna J., 2004, Historia archiwów Państwowego Instytutu Geologicznego od 1919 roku po dzień dzisiejszy. „Biul. Państw. Inst. Geol.”, nr 410, s. 59–68. Warszawa
- Uberna J., 2012, Dalej na wschód, Zysk i S-ka Wydawnictwo, Poznań
- Uberna J., 2013, Gobijska przygoda, Stowarzyszenie Emerytowanych Pracowników Państwowego Instytutu Geologicznego, Seria Wspomnienia Nr 1, Warszawa
- Uberna J., 2013, Życie pełne podróży, Stowarzyszenie Emerytowanych Pracowników Państwowego Instytutu Geologicznego, Seria Wspomnienia Nr 3, Warszawa